# Jens Stålhandske
Jens Fredrik Stålhandske (19 aprile 1978) è un ex cestista svedese.

## Carriera
Con la Svezia ha disputato i Campionati europei del 2003.